# Teresa Ortuño Limarino
Teresa Ortuño (n. 1970, La Paz) es una botánica y bióloga boliviana.
Desde enero de 1999 se desempeña como investigadora del Museo Nacional de Historia Natural de Bolivia, y del Herbario Nacional de Bolivia desde. Ha trabajado en la familia de las Gomphrenoideae, con énfasis en el género Gomphrena además de estudios de palinologicos de lluvia superficial ecorregiones de Bolivia, y perfiles de suelo en Bofedales altoandinos.
Participa en varios proyectos de estudios focalizados en la flora tropical boliviana.

## Publicaciones
- Meneses, R. Herrera, S. Domic, A., Palabral, A. Zeballos, G. & T. Ortuño. 2015. Bofedales altoandinos. En Historia Natural de un Valle en los Andes: La Paz; Segunda Edición Museo Nacional de Historia Natural, La Paz, Bolivia. 301.
- Ortuño, T., Ledru, M. & K. Escobar. 2015. Palynological perspective of the historical context of wetland from La Paz Valley and their surroundings. In Historia Natural de un Valle en los Andes: La Paz; Segunda Edición Museo Nacional de Historia Natural, La Paz, Bolivia. 301.

- Ledru, P, Jomeli, V. Bremond, L., Ortuño T ,Cruz, P. Bentaleb, I., Sylvestre, F. , Kuentz, A. Beck, S. Martin, C., Paillès, C. & S. Subitani. 2013. Evidence of moist niches in the Bolivian Andes during the mid-Holocene arid period. Holocene 23(11):1545-1557.

- Ortuño, T &T. Borsch. 2012. Fichas técnicas de Gomphrena. En Ministerio de Medio Ambiente y Agua, Navarro, G. et al (ed). Libro Rojo de la Flora Amenazada de Bolivia. Vol I. Zona Andina. La Paz. 600 p. 481 – 484 pp.
- Borsch, T., Ortuño, T. & M. Nee. 2011. Phylogenetics of the neotropical liana genus Pedersenia (Amaranthaceae: Gomphrenoideae)and discovery of a new species from Bolivia based on molecules and morphology. Willdenowia 39(2):1-4

- Ortuño T., Ledru, M.P., Cheddady, R., Beck, St. G.& A. Kuentz (2011). Modern pollen rain, vegetation and climate links in Bolivia. Palaeobotany and Palynology 165; 61–74.
- ramiro p. López, daniel m. Larrea-Alcázar, Teresa Ortuño. 2009. Positive Effects of Shrubs on Herbaceous Species Richness across Several Spatial Scales: Evidence from the Semiarid Andean Subtropics. J. of Vegetation Science 20 ( 4, agosto 2009): 728-734
- Meneses, R.I., López, R.P., Ortuño, T. & K. Naoki. Identificación de zonas con valor de conservación en los valles secos interandinos (chaco serrano seco). In Beck, S.G., Zambrana, N., López, R.P. & N. Nagashiro.2010.Biodiversidad y ecología en Bolivia, Simposio XXX Aniversario del Instituto de ecología. Instituto de Ecología, Universidad Mayor de San Andrés.77pp.
- -------------------, teresa Ortuño. 2008. La influencia de los arbustos sobre la diversidad y abundancia de plantas herbáceas de la Prepuna a diferentes escalas espaciales. Ecol. Austral 18 (1 ) Córdoba. Centro de Análisis Espacial, Instituto de Ecología, La Paz, Bolivia. Herbario Nacional de Bolivia, La Paz, Bolivia
- J., Wood, Ortuño, T., Atahuachi, M., Gutierrez J. , Huaylla H, Mendoza &. M.,

Mercado.2006. La guía de “Darwin” de las flores de los valles secos bolivianos. 199 pp.
- teresa Ortuño, ramiro p. López. 2007. La influencia de los arbustos sobre la diversidad y abundancia de plantas herbáceas de la prepuna a diferentes escalas espaciales. Ecología Austral 18: 119-131

- ------------------, stephan Beck, lina Sarmiento. 2006. Dinámica sucesional de la vegetación en un sistema agrícola con descanso largo en el Altiplano central boliviano (Plant succesional dynamics of long term fallow in the central Altiplano of Bolivia). Ecología en Bolivia 41 (3 ): 40-70 en línea ISSN 1605-2528

- ------------------, thomas Borsch. 2005. Dos Nuevas Especies de Gomphrena (Amaranthaceae; Gomphrenoideae) de los Valles Secos de Bolivia. Novon 15 (1, abril de 2005): 180-189 resumen en línea

- La abreviatura «T.Ortuño» se emplea para indicar a Teresa Ortuño Limarino como autoridad en la descripción y clasificación científica de los vegetales.[4]